# Antoine Song
Antoine Song est un mathématicien français né le 18 juillet 1992 à Paris et  dont les recherches portent sur le géométrie différentielle. En 2018, il est notamment coauteur d'une preuve d'une conjecture de Yau.

## Formation et carrière
Antoine Song est élève de l'École normale supérieure de 2012 à 2015. Il obtient une licence et une maîtrise de mathématiques à l'université Pierre-et-Marie-Curie (Paris 6), puis il obtient un Ph. D. à l'université de Princeton en 2019, préparé sous la direction de Fernando Codá Marques, avec une thèse intitulée  In search of minimal hypersurfaces. Il est professeur assistant de mathématiques au California Institute of Technology. Il a été Clay Research Fellow du Clay Mathematics Institute (2019–2024). Il est boursier Sloan,.

## Recherche
Il est connu que toute surface fermée possède une infinité de géodésiques fermées. Dans la liste de problèmes publiée par Shing-Tung Yau en 1982, le premier problème de la section sur les sous-variétés minimales est de déterminer si toute 3-variété fermée possède une infinité de surfaces minimales lisses fermées immergées. A l'époque (en 1982), l'existence d'au moins une surface minimale était connue grâce à la théorie min-max d'Almgren-Pitts. Dans le cas générique, le problème a été résolu par Kei Irie, Fernando Codá Marques,
et André Neves. Antoine Song l'a prouvé en toute généralité.
En 2023, et avec Conghan Dong, Antoine Song a démontré une conjecture datant de 2001, formulée par Gerhard Huisken et Tom Ilmanen (en) sur les mathématiques de la relativité générale, concernant la courbure dans l'espace avec très petite masse.

## Cours Peccot
Antoine Song est lauréat d'un cours Peccot 2021-2022 (donné en 2022, en raison de la pandémie de coronavirus) intitulé « Sur l'existence de points critiques de l'aire et du volume »

## Publications (sélection)
- Antoine Song, « Existence of infinitely many minimal hypersurfaces in closed manifolds », Annals of Mathematics, vol. 197, no 3,‎ mai 2023, p. 859–895 (DOI 10.4007/annals.2023.197.3.1, arXiv 1806.08816, lire en ligne, consulté le 9 mars 2025)
- Fernando C. Marques, André Neves et Antoine Song, « Equidistribution of minimal hypersurfaces for generic metrics », Inventiones Mathematicae, vol. 216, no 2,‎ 1er mai 2019, p. 421–443 (DOI 10.1007/s00222-018-00850-5, zbMATH 1419.53061, arXiv 1712.06238, lire en ligne)[13]

- Conghan Dong et Antoine, « Stability of Euclidean 3-space for the positive mass theorem », Inventiones mathematicae, vol. 239, no 1,‎ 2025, p. 287–319 (DOI 10.1007/s00222-024-01302-z, zbMATH 07963948, arXiv 2302.07414, lire en ligne)[14]